# La Fureur sauvage
La Fureur sauvage (The Mountain Men) est un western de Richard Lang, sorti aux États-Unis en 1980.

## Synopsis
Deux chasseurs de castor plus tout jeunes, Tyler et Frapp, ayant affronté ensemble les pires dangers et les plus belles aventures se retrouvent pour continuer leur traque de l'animal à fourrure. Mais les Indiens ne leur laissent guère de répit. Dans un campement ils trouvent une belle Indienne, captive des Pieds-Noirs. Elle s'accroche à eux, n'ayant guère envie de continuer à être la squaw d'Aigle Lourd. Au cours du périple Lune qui court et Tyler (Charlton Heston) tombent amoureux sous l'oeil attendri de leur vieux camarade au langage fleuri. Mais Aigle Lourd les rattrape, assomme Lune qui court, Tyler est prisonnier et croit la jeune femme morte. Il parvient à s'échapper, retrouve son vieux complice Frapp, apprend que Lune qui court est en vie et l'attend. Tyler se bat avec Aigle Lourd en combat singulier, mais c'est la jeune femme qui tue Aigle Lourd. Le nouveau couple va à travers la montagne, après avoir enterré à l'indienne Frapp et renoncé à son activité de chasseur de castor.

## Fiche technique
- Titre : La Fureur sauvage
- Titre original : The Mountain Men
- Réalisation : Richard Lang
- Scénario : Fraser Clarke Heston
- Directeur de la photographie : Michel Hugo
- Format : Couleur
- Durée : 100 minutes
- Pays de production :  États-Unis
- Date de sortie : 1980

## Distribution
- Charlton Heston (VF : Jean-Claude Michel) : Bill Tyler
- Brian Keith (VF : Pierre Garin) : Henry Frapp
- Victoria Racimo (VF : Françoise Dorner) : Running Moon (Moineau bleu en VF)
- Stephen Macht (VF : Patrick Floersheim) : Heavy Eagle (Œil d'aigle en VF)
- Seymour Cassel (VF : Pierre Hatet) : La Bont
- David Ackroyd (VF : Patrick Poivey) : Medicine Wolf (Pur-Sang fougueux en VF)
- Cal Bellini (VF : Marc François) : Cross Otter (Chat furieux en VF)
- John Glover (VF : Claude Mercutio) : Nathan Wyeth
- William Lucking (VF : Roger Rudel) : Jim Walter
- Ken Ruta : Fontenelle
- Victor Jory (VF : René Renot) : Iron Belly (Ventre de fer en VF)
- Danny Zapien : Chef Blackfoot
- Inga Swenson (non créditée) : chanteuse au rassemblement de montagnards